# Will Boyd
William James Boyd (n. 27 aprilie 1979, Little Rock, Arkansas, SUA), cunoscut ca Will Boyd, este fostul basist al formației rock Evanescence. Boyd a devenit membru pe deplin al trupei în iunie 2003, dar a fost co-autor a două piese nelansate ale formației, „October” și „So Close”, înainte de asta. De asemenea, el a fost membrul trupelor punk din Little Rock The Visitors și Lucky Father Brown, iar la moment este membrul formațiilor Two Spines și American Princes. El a părăsit trupa Evanescence în iunie 2006 deoarece nu mai voia să participe la un turneu mondial al formației. Din acest motiv, el a fost înlocuit de Tim McCord.

## Discografie

### The Visitors
- Some Other Day (1997)
- Gone For Days EP (1998)

### Evanescence
- Evanescence EP (1998)
- Origin (4 noiembrie 2000)
- Anywhere But Home (23 noiembrie 2004)

### American Princes
- Other People (1997) (15 aprilie 2008)